# Microbunodon
Il microbunodonte (gen. Microbunodon) è un mammifero artiodattilo estinto, appartenente agli antracoteridi. Visse tra l'Eocene superiore e il Pliocene inferiore (circa 35 - 5 milioni di anni fa) e i suoi resti fossili sono stati ritrovati in Europa e in Asia.

## Descrizione
Questo animale, al contrario della maggior parte dei suoi stretti parenti, era di dimensioni ridotte e di corporatura gracile. Il peso non doveva superare i 20-25 chilogrammi e il cranio era lungo circa 20 - 30 centimetri. Microbunodon era un animale dalla costituzione snella, dotato di lunghe zampe, un muso corto e con lunghi canini prominenti e simili a sciabole (anche se solo nei maschi). Era caratterizzato da una sinfisi mandibolare fusa, con una prominenza ventrale simile a una cresta.

## Classificazione
Il genere Microbunodon venne istituito da Deperet nel 1908, per accogliere una specie descritta in precedenza da Georges Cuvier nel 1822 e attribuita al genere Anthracotherium (A. minimum) proveniente dall'Oligocene superiore della Francia. La specie tipo, Microbunodon minimum, visse nell'Oligocene in Europa ed è nota in Francia, Germania, Svizzera, Austria e Turchia. Altre specie attribuite a questo genere sono M. silistrensis (primo e medio Miocene, subcontinente indiano e Indocina) e M. milaensis (tardo Miocene e primo Pliocene, subcontinente indiano e Indocina). Altri fossili attribuiti a questo genere provengono dall'Eocene superiore della Cina, e testimoniano un'eccezionale longevità di questa linea evolutiva (Tsubamoto, 2010). 
Microbunodon è un rappresentante degli antracoteridi, un gruppo di artiodattili solitamente considerati affini ai suidi e agli ippopotami. Microbunodon rappresenta una morfologia aberrante per questa famiglia, i cui membri solitamente hanno forme pesanti e grosse dimensioni. Microbunodon e i suoi stretti parenti (ad es. Anthracokeryx) sono stati posti in una sottofamiglia a parte (Microbunodontinae). 

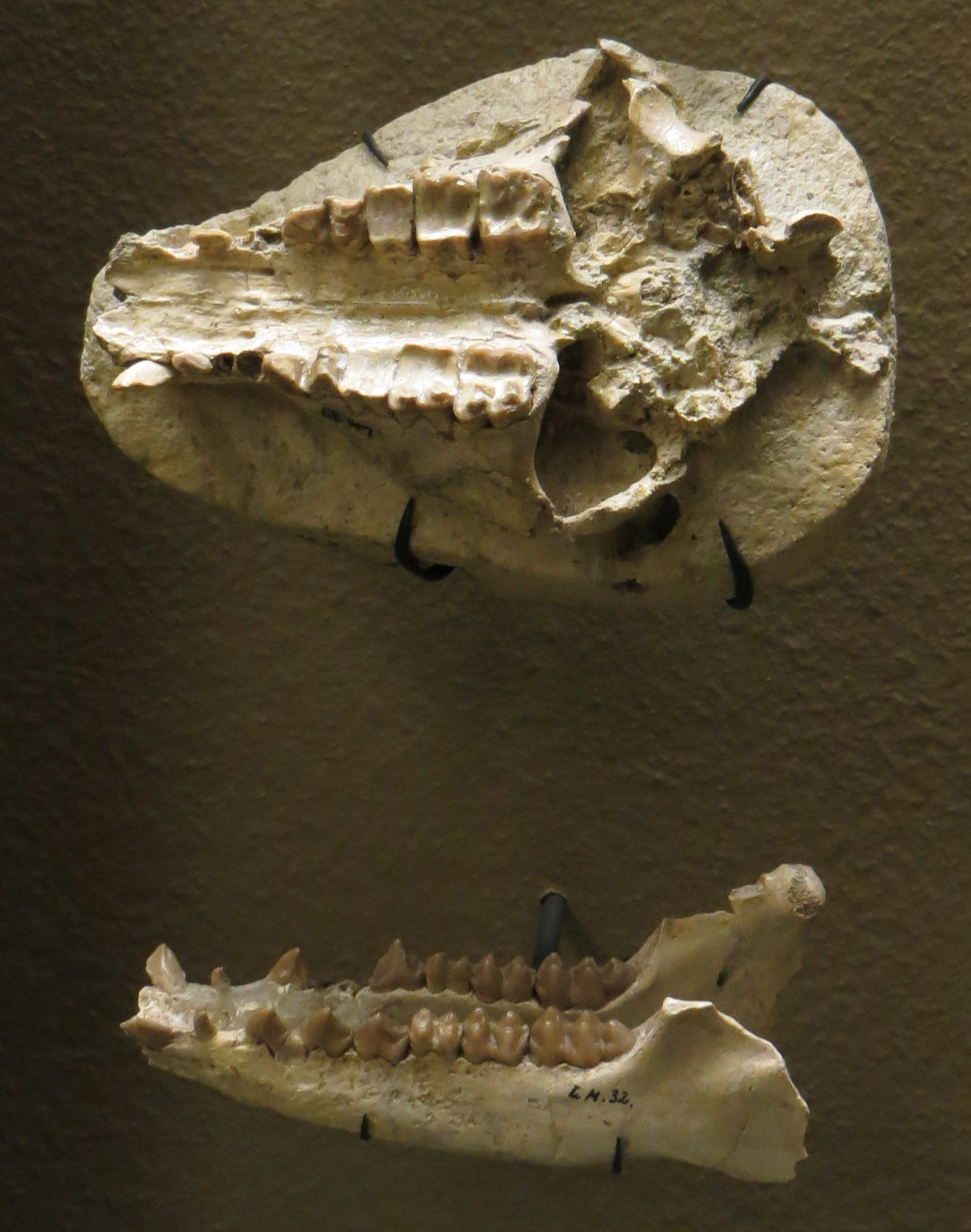
Cranio e mandibola di Microbunodon minimum

## Paleobiologia
Analisi condotte sull'usura dentaria di Microbunodon hanno rivelato che questi animali erano probabilmente dipendenti da una dieta a base di foglie e frutta (Lihoreau, 2003). È probabile che questi animali vivessero in ambienti forestali e che il loro stile di vita fosse piuttosto simile a quello degli attuali moschidi e tragulidi.
È probabile che questo animale si sia originato in Asia nell'Eocene. Alla fine dell'Oligocene, Microbunodon migrò verso l'Europa e si diffuse rapidamente, insieme ad altri artiodattili. Questo evento è noto come "Microbunodon event", a causa del notevole impatto che l'invasione di questi animali ebbe sulle faune europee del periodo (Scherler et al., 2013; Mennecart, 2015).